# Verwaltungsgemeinschaft Schwäbisch Hall

Verwaltungsgemeinschaft Schwäbisch Hall im Landkreis Schwäbisch Hall in Baden-Württemberg

In der vereinbarten Verwaltungsgemeinschaft Schwäbisch Hall (auch Vereinbarte Verwaltungsgemeinschaft der Großen Kreisstadt Schwäbisch Hall) im baden-württembergischen Landkreis Schwäbisch Hall haben sich eine Stadt und drei Gemeinden zur Erledigung ihrer Verwaltungsgeschäfte zusammengeschlossen. Der Sitz der Verwaltungsgemeinschaft liegt in der Stadt Schwäbisch Hall (erfüllende Gemeinde). 

## Mitgliedsgemeinden
Mitglieder dieser durch eine öffentlich-rechtliche Vereinbarung entstandenen Verwaltungsgemeinschaft sind:
- Stadt Schwäbisch Hall, Große Kreisstadt, 42.363 Einwohner, 104,19 km²
- Gemeinde Michelbach an der Bilz, 3310 Einwohner, 17,68 km²
- Gemeinde Michelfeld, 3785 Einwohner, 35,22 km²
- Gemeinde Rosengarten, 5250 Einwohner, 31,01 km²

## Struktur und Aufgaben
Ein gemeinsamer Ausschuss aus Vertretern der beteiligten Gemeinden entscheidet über die Erfüllungsaufgaben. Vorsitzender des gemeinsamen Ausschusses ist der Bürgermeister der erfüllenden Gemeinde (Schwäbisch Hall). Die „vereinbarte Verwaltungsgemeinschaft“ ist nicht selbst rechtsfähig, da sie keine Körperschaft des öffentlichen Rechts und damit auch kein Gemeindeverband ist. Die vereinbarte Verwaltungsgemeinschaft wurde aufgrund der §§ 59 ff. GO in Verbindung mit § 25 des Gesetzes über Kommunale Zusammenarbeit gebildet. Den Umfang der übertragenen Aufgaben der vereinbarten Verwaltungsgemeinschaft bestimmt § 61 der baden-württembergischen Gemeindeordnung.